# Remigia delinquens
Remigia delinquens är en fjärilsart som beskrevs av Walker 1858. Remigia delinquens ingår i släktet Remigia och familjen nattflyn. Inga underarter finns listade.